# Pararrhynchium
Pararrhynchium (лат.) — род одиночных ос (Eumeninae). Более 10 видов.

## Распространение
Ориентальная область (большинство видов).

## Описание
Мелкие осы (длина около 1 см). Основная окраска чёрная с жёлтыми, оранжевыми или красными отметинами. Брюшко стебельчатое. Pararrhynchium может быть диагностирован по следующей комбинации признаков: наличие сидячей метасомы с несколько тупым базальным поперечным килем на первом тергите; наличие апикальных ламеллей по крайней мере на первом и втором тергитах метасомы с ламеллями в той же плоскости, что и диск тергита; наличие хорошо развитого субмедиального киля с глубоким дорсомедиальным разрезом; наличие нотаулей, расположенных на апикальной трети до половины мезоскутума; наличие щелевидной аксиллярной ямки; и наличие короткой престигмы, которая составляет примерно одну четвертую длины птеростигмы.

## Систематика
Около 20 видов. Таксон Pararrhynchium был впервые выделен в 1855 году швейцарским энтомологом Анри де Соссюром (1829—1905) в качестве отдела в составе рода Rhynchium с единственным тогда видом Rynchium ornatum Smith, 1852. Виды Lissodynerus, который был синонимом Pararrhynchium, может быть отделен от остальных представителей рода следующими признаками: проподеальный дорзум ниже плоскости заднеспинки и престигма переднего крыла больше, чем вдвое короче птеростигмы, измеренной вдоль задней части (проподеальный дорзум образует пространство позади заднеспинки, а престигма — менее половины длины птеростигмы у других представителей рода).
- Pararrhynchium aurigaster Selis, 2018 — Малайзия (Johor)[5]
- Pararrhynchium concavum Nguyen, 2015 — Вьетнам[6]
- Pararrhynchium foveolatum Li & Chen, 2018 — Китай[2]
- Pararrhynchium ishigakiensis (Yasumatsu, 1933) — Япония (South Ryukyus)[7]
- Pararrhynchium obsoletum Li & Chen, 2018 — Китай[2]
- Pararrhynchium oceanicum Sk. Yamane, 1990 — Япония (Ogasawara (Bonin) Islands)[8]
- Pararrhynchium ornatum (Smith, 1852) — Китай
- Pararrhynchium paradoxum (Gussakovsky, 1933) — Россия (Приморский край), Китай
- Pararrhynchium parallelum Li & Chen, 2018 — Китай[2]
- Pararrhynchium simsanum Nguyen and Tran, 2021 — Вьетнам[1]
- Pararrhynchium sparsum Nguyen and Ljubomirov, 2021 — Вьетнам[1]
- Pararrhynchium sinense (Schulthess, 1913) — Китай
- Pararrhynchium smithii (Saussure, 1855) — Китай[9]
- Pararrhynchium striatum Nguyen, 2015 — Вьетнам, Китай[6]
- Pararrhynchium taiwanum Kim & Yamane, 2007 — Тайвань[3]
- Pararrhynchium tsunekii Tano & Yamane, 1983 — Япония (Ryukyus: Amami-Oshima).[10]
- Pararrhynchium unifasciatum Gusenleitner, 1998 — Шри-Ланка[11]
- Pararrhynchium venkataramani Girish Kumar & Carpenter, 2017 — Индия[12]